# Hypnoidus haplonotus
Hypnoidus haplonotus là một loài bọ cánh cứng trong họ Elateridae. Loài này được Reitter miêu tả khoa học năm 1910.